# Natación en los Juegos Olímpicos de Londres 2012 – 1500 metros estilo libre masculino
El evento de 1500 metros estilo libre masculino de natación olímpica en los Juegos Olímpicos de Londres 2012 tuvo lugar entre el 3 y 4 de agosto en el  Centro Acuático de Londres.

## Récords
Antes de esta competición, los récords mundial y olímpico eran:
| Récord del Mundo | Sun Yang (CHN)      | 14:34.14 | Shanghái, China | 31 de julio de 2011  |
| Récord Olímpico  | Grant Hackett (AUS) | 14:38.92 | Pekín, China    | 15 de agosto de 2008 |

Durante esta competición se estableció un nuevo récord mundial.
| Fecha       | Evento | Nombre   | País                          | Tiempo   | Récord |
| ----------- | ------ | -------- | ----------------------------- | -------- | ------ |
| 4 de agosto | Final  | Sun Yang | República Popular China (CHN) | 14:31.02 | RM     |

## Resultados

### Series

#### Serie 1
| Rank | Línea | Nombre                     | Nacionalidad          | Tiempo   | Notas |
| ---- | ----- | -------------------------- | --------------------- | -------- | ----- |
| 1    | 4     | Arturo Perez Vertti Ferrer | México (MEX)          | 15:25.91 |       |
| 2    | 7     | Jan Micka                  | República Checa (CZE) | 15:29.34 |       |
| 3    | 6     | Anton Sveinn McKee         | Islandia (ISL)        | 15:29.40 | RN    |
| 4    | 5     | Ediz Yildirimer            | Turquía (TUR)         | 15:29.97 |       |
| 5    | 3     | Ventsislav Aydarski        | Bulgaria (BUL)        | 15:34.86 |       |
| 6    | 2     | Uladzimir Zhyharau         | Bielorrusia (BLR)     | 15:48.67 |       |
| 7    | 1     | Ullalmath Gagan            | India (IND)           | 16:31.14 |       |

#### Serie 2
| Rank | Línea | Nombre               | Nacionalidad      | Tiempo   | Notas |
| ---- | ----- | -------------------- | ----------------- | -------- | ----- |
| 1    | 5     | Gregorio Paltrinieri | Italia (ITA)      | 14:50.11 | Q     |
| 2    | 3     | Daniel Fogg          | Reino Unido (GBR) | 14:56.12 | Q     |
| 3    | 6     | Mateusz Sawrymowicz  | Polonia (POL)     | 14:57.59 | Q     |
| 4    | 2     | Gabriele Detti       | Italia (ITA)      | 15:06.22 |       |
| 5    | 4     | Gergő Kis            | Hungría (HUN)     | 15:21.74 |       |
| 6    | 7     | Heerden Herman       | Sudáfrica (RSA)   | 15:25.71 |       |
| 7    | 8     | Alejandro Gómez      | Venezuela (VEN)   | 15:27.38 |       |
| 8    | 1     | Matias Koski         | Finlandia (FIN)   | 15:34.80 |       |

#### Serie 3
| Rank | Línea | Nombre              | Nacionalidad                  | Tiempo   | Notas |
| ---- | ----- | ------------------- | ----------------------------- | -------- | ----- |
| 1    | 4     | Ryan Cochrane       | Canadá (CAN)                  | 14:49.31 | Q     |
| 2    | 5     | Park Tae-Hwan       | Corea del Sur (KOR)           | 14:56.89 | Q     |
| 3    | 3     | Connor Jaeger       | Estados Unidos (USA)          | 14:57.56 | Q     |
| 4    | 7     | Gergely Gyurta      | Hungría (HUN)                 | 15:04.22 |       |
| 5    | 2     | Damien Joly         | Francia (FRA)                 | 15:08.50 |       |
| 6    | 1     | Dai Jun             | República Popular China (CHN) | 15:13.90 |       |
| 7    | 6     | David Davies        | Reino Unido (GBR)             | 15:14.77 |       |
| 8    | 8     | Juan Martin Pereyra | Argentina (ARG)               | 15:36.72 |       |

#### Serie 4
| Rank | Línea | Nombre           | Nacionalidad                  | Tiempo   | Notas |
| ---- | ----- | ---------------- | ----------------------------- | -------- | ----- |
| 1    | 4     | Sun Yang         | República Popular China (CHN) | 14:43.25 | Q     |
| 2    | 7     | Oussama Mellouli | Túnez (TUN)                   | 14:46.23 | Q     |
| 3    | 3     | Andrew Gemmell   | Estados Unidos (USA)          | 14:59.05 |       |
| 4    | 1     | Serhi Frolov     | Ucrania (UKR)                 | 14:59.19 | RN    |
| 5    | 6     | Job Kienhuis     | Países Bajos (NED)            | 15:03.16 |       |
| 6    | 5     | Pál Joensen      | Dinamarca (DEN)               | 15:18.42 |       |
| 7    | 8     | Jarrod Poort     | Australia (AUS)               | 15:20.82 |       |
| 8    | 2     | Anthony Pannier  | Francia (FRA)                 | 15:24.08 |       |

#### Sumario
| Rank | Serie | Línea | Nombre                     | Nacionalidad                  | Tiempo   | Notas |
| ---- | ----- | ----- | -------------------------- | ----------------------------- | -------- | ----- |
| 1    | 4     | 4     | Sun Yang                   | República Popular China (CHN) | 14:43.25 | Q     |
| 2    | 4     | 7     | Oussama Mellouli           | Túnez (TUN)                   | 14:46.23 | Q     |
| 3    | 3     | 4     | Ryan Cochrane              | Canadá (CAN)                  | 14:49.31 | Q     |
| 4    | 2     | 5     | Gregorio Paltrinieri       | Italia (ITA)                  | 14:50.11 | Q     |
| 5    | 2     | 3     | Daniel Fogg                | Reino Unido (GBR)             | 14:56.12 | Q     |
| 6    | 3     | 5     | Park Tae-Hwan              | Corea del Sur (KOR)           | 14:56.89 | Q     |
| 7    | 3     | 3     | Connor Jaeger              | Estados Unidos (USA)          | 14:57.56 | Q     |
| 8    | 2     | 6     | Mateusz Sawrymowicz        | Polonia (POL)                 | 14:57.59 | Q     |
| 9    | 4     | 3     | Andrew Gemmell             | Estados Unidos (USA)          | 14:59.05 |       |
| 10   | 4     | 1     | Serhi Frolov               | Ucrania (UKR)                 | 14:59.19 | RN    |
| 11   | 4     | 6     | Job Kienhuis               | Países Bajos (NED)            | 15:03.16 |       |
| 12   | 3     | 7     | Gergely Gyurta             | Hungría (HUN)                 | 15:04.22 |       |
| 13   | 2     | 2     | Gabriele Detti             | Italia (ITA)                  | 15:06.22 |       |
| 14   | 3     | 2     | Damien Joly                | Francia (FRA)                 | 15:08.50 |       |
| 15   | 3     | 1     | Dai Jun                    | República Popular China (CHN) | 15:13.90 |       |
| 16   | 3     | 6     | David Davies               | Reino Unido (GBR)             | 15:14.77 |       |
| 17   | 4     | 5     | Pál Joensen                | Dinamarca (DEN)               | 15:18.42 |       |
| 18   | 4     | 8     | Jarrod Poort               | Australia (AUS)               | 15:20.82 |       |
| 19   | 2     | 4     | Gergő Kis                  | Hungría (HUN)                 | 15:21.74 |       |
| 20   | 4     | 2     | Anthony Pannier            | Francia (FRA)                 | 15:24.08 |       |
| 21   | 2     | 7     | Heerden Herman             | Sudáfrica (RSA)               | 15:25.71 |       |
| 22   | 1     | 4     | Arturo Perez Vertti Ferrer | México (MEX)                  | 15:25.91 |       |
| 23   | 2     | 8     | Alejandro Gómez            | Venezuela (VEN)               | 15:27.38 |       |
| 24   | 1     | 7     | Jan Micka                  | República Checa (CZE)         | 15:29.34 |       |
| 25   | 1     | 6     | Anton Sveinn McKee         | Islandia (ISL)                | 15:29.40 | RN    |
| 26   | 1     | 5     | Ediz Yildirimer            | Turquía (TUR)                 | 15:29.97 |       |
| 27   | 2     | 1     | Matias Koski               | Finlandia (FIN)               | 15:34.80 |       |
| 28   | 1     | 3     | Ventsislav Aydarski        | Bulgaria (BUL)                | 15:34.86 |       |
| 29   | 3     | 8     | Juan Martin Pereyra        | Argentina (ARG)               | 15:36.72 |       |
| 30   | 1     | 2     | Uladzimir Zhyharau         | Bielorrusia (BLR)             | 15:48.67 |       |
| 31   | 1     | 1     | Ullalmath Gagan            | India (IND)                   | 16:31.14 |       |

### Final
| Rank              | Línea | Nombre               | Nacionalidad                  | Tiempo   | Notas |
| ----------------- | ----- | -------------------- | ----------------------------- | -------- | ----- |
| Medalla de oro    | 4     | Sun Yang             | República Popular China (CHN) | 14:31.02 | RM    |
| Medalla de plata  | 3     | Ryan Cochrane        | Canadá (CAN)                  | 14:39.63 | RA    |
| Medalla de bronce | 5     | Oussama Mellouli     | Túnez (TUN)                   | 14:40.31 |       |
| 4                 | 7     | Park Tae-Hwan        | Corea del Sur (KOR)           | 14:50.61 | RN    |
| 5                 | 6     | Gregorio Paltrinieri | Italia (ITA)                  | 14:51.92 |       |
| 6                 | 1     | Connor Jaeger        | Estados Unidos (USA)          | 14:52.99 |       |
| 7                 | 8     | Mateusz Sawrymowicz  | Polonia (POL)                 | 14:54.32 |       |
| 8                 | 2     | Daniel Fogg          | Reino Unido (GBR)             | 15:00.76 |       |